# Втора атака на Плевен
Вижте пояснителната страница за други значения на Плевен.
Втора атака на Плевен е борба между Западната османска армия и Западния руски отряд за Плевен. Завършва с нов неуспех за руските войски.

## Оперативна обстановка
Неуспехът на първата атака на Плевен идва веднага след падането на Никопол, когато главнокомандуващият Николай Николаевич смята, че се е справил с противодействието на турците на запад и когато е насочил цялото си вниманието към настъплението на юг. Руските войски изпадат в незавидното положение да бъдат атакувани флангово от армията на Осман паша и от войските от четириъгълника на крепостите. Освен това на 14 юли се получават сведения, според които армията на Сюлейман паша, изчислявана на 30 хил. офицери и войници, се превозва по море от Албания с английски кораби. Тези обстоятелства водят руското командване да бърза и повторно да атакува Плевен.

### Подготовка на руските войски
Руското командване научава за неуспеха на първата атака на Плевен и първоначално го смята за временна и лесно отстранима пречка. Взето е решение за усилване на Западната руска армия с части от 4-ти и 11-и армейски корпуси. Предвижда се генерал-лейтенант Николай Криденер да атакува града повторно на 14 или 15 юли. Към армията му са придадени 12 батальона, 8 ескадрон а и 68 оръдия, а по-късно още една бригада. Всички подкрепления са поставени под командването на генерал-лейтенант Алексей Шаховски – командир на 11-и армейски корпус. Общото командване е поверено на генерал-лейтенант Николай Криденер. Той не вярва в успеха на подготвяната втора атака, понеже оценява турските сили на 50 – 60 000 офицери и войници, при това заели изгодни отбранителни позиции. В главната квартира обаче имат по-точна представа за числеността на армията на Осман паша, която в действителност е около 22 000 офицери и войници. Счита се, че Западната руска армия е усилена достатъчно и че ще може да се справи със задачата си.

### План за атака
Планът за атаката е одобрен от главнокомандващия Николай Николаевич на 16 юли, като обръща внимание действията на пехотата да бъдат подпомогнати от силен артилерийски огън. От своя страна генерал-лейтенант Николай Криденер, след като привършва с подготовката на отряда, насрочва щурма за 18 юли.
В навечерието на атаката руските части са общо 36 батальона, 32 ескадрона и 184 оръдия, разположени под формата на дъга, дълга 25 километра и обхващаща турските позиции от североизток, изток и югоизток. Войските са разделени на шест части, като е предвидено да атакуват две пехотни колони, поддържани от други две и конница, която ще действа в тила на противника и е общ резерв.
- На десния фланг ще атакува колоната на генерал-лейтенант Николай Веляминов
  - 121-ви Пензенски пехотен полк
  - 122-ри Тамбовски пехотен полк
  - 123-ти Козловски пехотен полк
  - 31-ва артилерийска бригада (1-ва, 2-ра, 3-та, 4-та и 6-а батарея).
- поддържана от колоната на генерал-лейтенант Юрий Шилдер-Шулднер
  - 17-и Архангелогородски пехотен полк
  - 18-и Вологодски пехотен полк
  - 20-и Галицки пехотен полк
  - 5-а артилерийска бригада (1-ва, 2-ра, 4-та, 5-а и 6-а батарея)
  - 11-и Рижки драгунски полк (два ескадрона).
- На левия фланг ще атакува колоната на генерал-лейтенант Алексей Шаховски
  - 117-и Ярославски пехотен полк
  - 118-и Шуйски пехотен полк
  - 125-и Курски пехотен полк
  - 126-и Рилски пехотен полк
  - 30-а артилерийска бригада (1-ва, 3-та и 4-та батарея)
  - 32-ра артилерийска бригада (1-ва, 3-та и 5-а батарея)
  - 2 ескадрона от 11-и Чугуевски улански полк
  - Сапьорна рота
- поддържана от Кавказката казашка бригада заедно с 8-а Донска батарея и конно-планинската батарея, с командир генерал-майор Михаил Скобелев и ще действа в посока Ловеч – София, а в случай на отстъпление на турците ще пресече пътя им.
- В тила ще действа конницата на генерал-майор Павел Лашкарьов
  - 9-и Бугски улански полк
  - 9-и Донски казашки полк
  - Донска казашка №2 батарея
- Общият резерв под командването на генерал-лейтенант Николай Криденер ще следва пътя Русчук-Плевен.
- 119-и Коломенски пехотен полк
- 120-и Серпуховски пехотен полк
- 30-а артилерийска бригада (2-ра, 5-а и 6-а батарея)
- 11-и Чугуевски улански полк (два ескадрона)
- 11-и Рижки драгунски полк (два ескадрона)
- 18-а конна батарея.

Изхождайки от убеждението си, че му предстои да разбие и отхвърли по-силен от него противник, а и за да си подсигури път за отстъпление при евентуален неуспех, генерал-лейтенант Николай Криденер решава да атакува най-силно укрепените турски позиции от североизток и изток. При проведената от юг рекогносцировка, генерал-майор Михаил Скобелев забелязва и докладва, че откъм Ловеч почти няма турски укрепления и желае да му бъдат поверени 3 пехотни батальона с артилерийска бригада. Въпреки това командването не желае да рискува и не планира атака на почти незащитените от юг позиции. Освен това превъзходство в артилерията е силно надценено от командването. Не е взето под внимание фактът, че срещу землени укрепления артилерията е слабо ефективна. Надценено е и действието на конницата във фланговете на атаката и в тила на противника, като тя се оказва напълно неефективна срещу окопала се пехота. В така предвидената диспозиция на атакуващите полкове личи консерватизмът на руското командване, който ще доведе до втората катастрофа при Плевен.

### Подготовка на турските войски
През дните, изминали между първата и втората атака на Плевен, обстановката се изменя значително в полза на Осман паша, който увеличава силите си на 30 000 офицери и войници, като 8000 от тях изпраща към Ловеч. Укрепява значително отбраната на града с редути и артилерийски позиции, окопи и траншеи, които обезсмислят двойното и тройно руско превъзходство в артилерия и конница. След първата атака са построени редути на Опанецките възвишения, Янък баир и при село Гривица.
Позициите на турците имат формата на неправилен четириъгълник. Северната му страна има дължина 7 км и обхваща позициите при село Опанец, Янък баир и височините при село Гривица. Източната му страна е дълга 3 км и пресича под прав ъгъл пътя за Русчук. Южната е 5 км и пресича с десния си фланг пътя за Ловеч. На запад почти няма укрепления и войски, тъй като от пътя за София заплаха не се очаква. Войските на Осман паша към момента на атаката възлизат на 33 табора, 7 ескадрона, 58 оръдия, 400 башибозуци и няколкостотин милиционера от местното население. Силите му са разделени на три части:
- Северната позиция е заета от 12 табора, 2 ескадрона и 24 оръдия под командването на генерал-лейтенант Адил паша;
- На изток са изпратени 15 табора, 1 ескадрон и 20 оръдия под командването на генерал-майор Хасан Сабри паша;
- Останалите 3 табора, 4 ескадрона и 6 оръдия са натоварени със специални задачи или са в общия резерв и изчакват при главната квартира под личното командване на Осман паша.[1]

Видно е, че преди атаката тактическото и стратегическото превъзходство е на страната на турците.

### Артилерийска подготовка
Колоната на генерал-лейтенат Николай Веляминов потегля в 5 часа на 18 юли и настъпва по направлението на селата Коиловци-Гривица. Утрото е мъгливо и не позволява да се разузнае добре противника. В 8 часа турците откриват огън по десния фланг на русите, които от своя страна отговарят също с артилерийски огън по Гривишкия редут. Съгласно предварителния план се завързва артилерийска престрелка, която продължава до 14 часа. Пехотата остава в изчаквателна позиция, за да даде време на артилерията да разруши укрепленията на противника и да нанесе загуби на живата му сила.
Колоната на генерал-лейтенат Алексей Шаховски също напуска лагера си в село Пордим в 5 часа и след четири часа заема без бой село Радишево. Северно от селото са поставени няколко батареи, които също завързват артилерийска престрелка до 14 часа. И тук пехотата остава в изчаквателно положение.

## Втора атака на Плевен

### Атака на лявата колона
Генерал-лейтенант Алексей Шаховски, заблуден от едно придвижване на десния фланг, което взема за настъпление, заповядва в 14:30 часа атака на 125-и Курски и 126-и Рилски пехотен полк (бригадата на генерал-майор Горшков). В същото време генерал-лейтненат Никола Криденер смята да отложи настъплението за следващия ден, понеже счита артилерийската подготовка на десния фланг за недостатъчна. Когато обаче получава известие, че лявата колона е започнала вече атаката, заповядва на генерал-лейтенант Николай Веляминов да атакува също с дясната колона.
Полковете на генерал-лейтенант Алексей Шаховски се насочват към укрепленията северозападно от село Радишево, отбранявани от войските на Тахир паша. С малко загуби, те успяват да изтласкат врага и превземат слабо укрепената Ибрахим бей табия, защитавана от един табор и батарея с две оръдия. Командирът на батареята Хурмит ага е убит, но войниците на Ибрахим бей се изтеглят с едното оръдие, а на другото взимат затвора. Турците се оттеглят в укрепленията Атуф паша и Араб табия северно от Сулуклия дол и получават подкрепления. Виждайки отстъплението на таборите на Тахир паша, гарнизонът на Омар бей табия, с командир Хасан Сабри паша, за да не бъде обкръжен, също се оттегля и прегрупира южно от Плевен. Руските полкове превземат четири укрепления, но генерал-лейтенант Алексей Шаховски не се решава да изпрати резерви, преди да получи подкрепления от общия резервр. Обратно на това, Осман паша изпраща в този сектор на отбраната две трети от войските си и спира руското настъпление. Русите все пак получават в подкрепление от 118-и Шуйски пехотен полк и с общи усилия преминават за кратко отново в настъпление. Тогава загива и командирът на полка полковник Фридрих Каулбарс, ранен с три куршума в крака, стомаха и гърдите. Умората на русите, трудният терен, непоносимата жега, както и поредицата турски контраатаки, принуждават оредялата лява колона да предприеме постепенно отстъпление към изходните си позиции при село Радишево и оттам към село Пордим. По време на отстъплението много от ранените войници са спасени и отведени за лечение в лазаретите.

### Атака на дясната колона
Планирано е дясната колона да атакува Гривицкият редут, който представлява главен опорен пункт на отбраната на Осман паша. Редутът има силен профил и е пригоден както за артилерийска, така и за пушечна отбрана. Встрани от него се намират множество ложементи и окопи. Атакуван е от две страни от батальоните на 121-ви Пензенски, 122-ри Тамбовски и 123-ти Козловски пехотни полкове. В резерв остават 17-и Архангелогородски, 18-и Вологодски и 20-и Галицки пехотни полкове. Овладени са с щикове и с цената на големи загуби турската батарея и първия ред ложементи. Батальоните се нахвърлят на втория ред, но са посрещнати от дъжд от куршуми от редута. В боя са хвърлени и резервните три полка, но това не дава резултат. Атаката е отбита и е издадена заповед за отстъпление.

### Действия на Кавказката казашка бригада
Действията на Кавказката казашка бригада, под командването на генерал-майор Михаил Скобелев, има самостоятелен характер. Бригадата напуска бивака си при село Бохот в 6 часа и под прикритието на сутрешната мъгла достига село Къшин. Като продължава да настъпва, тя заема командните височини, обкръжаващи Плевен от юг, като достига само на 600 метра от покрайнините на града. Турската артилерия открива огън по бригадата, последван от настъпление на пехота. Понеже е отделена от колоната на генерал-лейтенант Алексей Шаховски от дълбок каменист дол при местността Кайлъка, генерал-майор Михаил Скобелев е принуден с бой да отстъпи към село Къшин, където остава да охранява левия фланг на руското настъпление.

## Причини за неуспеха
Като основни причини за неуспеха на атаката може да се посочат:
- Липса на подробна рекогносцировка на турските позиции.
- Неправилно направление на главния удар.
- Грешна диспозиция за боя.
- Слаба артилерийска и оръжейна подготовка на атаката.
- Лоша комуникация на първата бойна линия с резервите.
- Слабо числено предимство в пехотата.
- Бездействие на конницата.

## Резултати
За постигнатите успехи, султанът дава на Осман паша титлата Гази (Непобедим), орден „Османие“ I степен, почетна златна сабя, два револвера, два бинокъла и благодарствено писмо. Освен това пашата е засипан с благодарствени телеграми от чужди държави и частни лица.
Руското поражение прехвърля инициативата изцяло в ръцете на турското командване, а духът на турската армия и на мюсюлманското население се повишават значително. Руското настъпление на запад спира, а Западната руска армия е значително обезкървена. Оказва се, че Османската империя, която е била уж така близо до разпадане, все още има жизненост и военни възможности. Турските войници, макар и оставени без заплати, са снабдени и въоръжени добре. Бият се храбро, умеят да се окопават изкусно и притежават оръжия, които им осигуряват предимство в боя.
Веднага след втория неуспех срещу Плевен, в разположението на руските войски са извършени някои промени. Към Плевен е насочена румънската дивизия на генерал Ману. Тя започва съсредоточаване край изоставеното черкезко село Чалъсоват, където е построен редут. В Русия започва мобилизацията на гвардейския и гренадирския корпус. На река Дунав се предвижда построяването на нови два понтонни моста, с цел улесняване прехвърлянето на новите войски. В близките седмици и месеци се очакват подкрепления от 180 000 офицери и войници, но до тяхното пристигане руската армия ще трябва да се ограничи с наличните сили и с отбрана на заетите позиции.

## Загуби
Втората атака на Плевен е по-мащабна от първата и още по-катастрофална. Тя струва на русите над 7000 убити и ранени офицери и войници. Обратно на това турските загуби са по-малко от тези при първата. Изчислени са на едва 1200 убити и ранени офицери и войници.
Руски загуби на 30.07.1877 г.
| подразделение                       | убити   | убити   | изчезнали | ранени и контузени | ранени и контузени | общо    | общо    |
|                                     | офицери | войници | войници   | офицери            | войници            | офицери | войници |
| ----------------------------------- | ------- | ------- | --------- | ------------------ | ------------------ | ------- | ------- |
| Щаб на 5-а пехотна дивизия          | 0       | 0       | 0         | 1                  | 0                  | 1       | 0       |
| 17-и Архангелогородски пехотен полк | 0       | 113     | 82        | 8                  | 185                | 8       | 380     |
| 18-и Вологодски пехотен полк        | 2       | 21      | 181       | 7                  | 244                | 9       | 446     |
| 20-и Галицки пехотен полк           | 0       | 11      | 4         | 1                  | 29                 | 1       | 44      |
| 5-а артилерийска бригада            | 0       | 0       | 0         | 4                  | 30                 | 4       | 30      |
| 121-ви Пензенски пехотен полк       | 7       | 119     | 243       | 21                 | 566                | 28      | 928     |
| 122-ри Тамбовски пехотен полк       | 1       | 48      | 20        | 5                  | 148                | 6       | 216     |
| 123-ти Козловски пехотен полк       | 1       | 40      | 33        | 12                 | 365                | 13      | 438     |
| 31-ва артилерийска бригада          | 0       | 3       | 0         | 1                  | 10                 | 1       | 13      |
| 9-и Бугски улански полк             | 0       | 0       | 0         | 0                  | 1                  | 0       | 1       |
| 9-и Донски казашки полк             | 0       | 0       | 0         | 0                  | 2                  | 0       | 2       |
| Щаб на 30-а пехотна дивизия         | 1       | 0       | 0         | 2                  | 0                  | 3       | 0       |
| 117-и Ярославски пехотен полк       | 1       | 238     | 240       | 15                 | 222                | 16      | 700     |
| 118-и Шуйски пехотен полк           | 10      | 114     | 253       | 16                 | 445                | 26      | 812     |
| 119-и Коломенски пехотен полк       | 4       | 84      | 118       | 9                  | 258                | 13      | 460     |
| 120-и Серпуховски пехотен полк      | 4       | 196     | 85        | 9                  | 251                | 13      | 532     |
| 30-а артилерийска бригада           | 0       | 0       | 0         | 1                  | 9                  | 1       | 9       |
| 125-и Курски пехотен полк           | 2       | 139     | 197       | 10                 | 455                | 12      | 791     |
| 126-и Рилски пехотен полк           | 4       | 420     | 64        | 15                 | 530                | 19      | 1014    |
| 32-ра артилерийска бригада          | 0       | 7       | 0         | 1                  | 24                 | 1       | 31      |
| 1-ва рота от 5-и сапьорен бататльон | 0       | 0       | 0         | 0                  | 3                  | 0       | 3       |
| 11-и Рижки драгунски полк           | 0       | 0       | 0         | 0                  | 4                  | 0       | 4       |
| Владикавказски конен полк           | 0       | 3       | 0         | 0                  | 6                  | 0       | 9       |
| 18-а конна батарея                  | 0       | 0       | 0         | 0                  | 1                  | 0       | 1       |
| 8-а Донска казашка батарея          | 0       | 0       | 0         | 1                  | 0                  | 1       | 0       |
| общо                                | 37      | 1556    | 1520      | 139                | 3788               | 176     | 6864    |

### Списък на загиналите офицери
| №                                   | чин              | имена                                | убит/починал      | допълнителни данни                                       | препратка                                                                        |
| Щаб и управление                    | Щаб и управление | Щаб и управление                     | Щаб и управление  | Щаб и управление                                         | Щаб и управление                                                                 |
| ----------------------------------- | ---------------- | ------------------------------------ | ----------------- | -------------------------------------------------------- | -------------------------------------------------------------------------------- |
| 1                                   | подпоручик       | Василевский                          | убит              | бригаден адютант на 2-ра бригада от 30-а пехотна дивизия | dlib.rsl.ru                                                                      |
| 17-и Архангелогородски пехотен полк |                  |                                      |                   |                                                          |                                                                                  |
| 2                                   | подполковник     | Петрашевский                         | починал от раните | командир на 2-ри батальон, погребан в Свищов             | www.litres.ru                                                                    |
| 18-и Вологодски пехотен полк        |                  |                                      |                   |                                                          |                                                                                  |
| 3                                   | подпоручик       | Матвей Шумский-Коверников            | убит              | младши офицер                                            | dlib.rsl.ru                                                                      |
| 4                                   | подпоручик       | Григорий Куприевич                   | убит              | младши офицер                                            | dlib.rsl.ru                                                                      |
| 5                                   | поручик          | Симоновский                          | починал от раните |                                                          | dlib.rsl.ru                                                                      |
| 6                                   | подпоручик       | Власьев 1-ви                         | починал от раните |                                                          | dlib.rsl.ru                                                                      |
| 121-ви Пензенски пехотен полк       |                  |                                      |                   |                                                          |                                                                                  |
| 7                                   | майор            | Иполит Ковальский                    | убит              | командир на 2-ри батальон                                | dlib.rsl.ru                                                                      |
| 8                                   | щабскапитан      | Игнатий Маркграфский                 | починал от раните | полкови адютант                                          | dlib.rsl.ru                                                                      |
| 9                                   | поручик          | Дмитрий Аммосов                      | убит              | командир на 7-а рота                                     | dlib.rsl.ru                                                                      |
| 10                                  | поручик          | Владимир Костенецкий                 | убит              | младши офицер                                            | dlib.rsl.ru                                                                      |
| 11                                  | подпоручик       | Владимир Иванов                      | убит              | младши офицер                                            | dlib.rsl.ru                                                                      |
| 12                                  | подпоручик       | Александр Добкевич                   | убит              | младши офицер                                            | dlib.rsl.ru                                                                      |
| 13                                  | прапорщик        | Владимир Курилов                     | убит              | младши офицер                                            | dlib.rsl.ru                                                                      |
| 14                                  | прапорщик        | Александр Кирьяков                   | убит              | младши офицер                                            | dlib.rsl.ru                                                                      |
| 122-ри Тамбовски пехотен полк       |                  |                                      |                   |                                                          |                                                                                  |
| 15                                  | прапорщик        | Михаил Ковнацкий                     | убит              |                                                          | dlib.rsl.ru                                                                      |
| 123-ти Козловски пехотен полк       |                  |                                      |                   |                                                          |                                                                                  |
| 16                                  | полковник        | Александр Иванович Степанов          | починал от раните | командир на полк, погребан в Свищов                      | dlib.rsl.ru                                                                      |
| 17                                  | поручик          | Теофил Андреевич Пилецкий            | убит              |                                                          | dlib.rsl.ru                                                                      |
| 117-и Ярославски пехотен полк       |                  |                                      |                   |                                                          |                                                                                  |
| 18                                  | поручик          | Иван Петрович Хребтухов              | убит              |                                                          | dlib.rsl.ru rusmir.cl.bas.bg Архив на оригинала от 2017-02-02 в Wayback Machine. |
| 118-и Шуйски пехотен полк           |                  |                                      |                   |                                                          |                                                                                  |
| 19                                  | полковник        | Фьодор Карлович барон Каульбарс      | убит              | командир на полк                                         | dlib.rsl.ru rusmir.cl.bas.bg Архив на оригинала от 2017-02-02 в Wayback Machine. |
| 20                                  | капитан          | Сергей Михайлович Суворов            | убит              |                                                          | dlib.rsl.ru rusmir.cl.bas.bg Архив на оригинала от 2017-02-02 в Wayback Machine. |
| 21                                  | щабскапитан      | Стражевский 1-ви                     | убит              |                                                          | dlib.rsl.ru rusmir.cl.bas.bg Архив на оригинала от 2017-02-02 в Wayback Machine. |
| 22                                  | поручик          | Антон Карлович Непокойчицкий         | убит              |                                                          | dlib.rsl.ru rusmir.cl.bas.bg Архив на оригинала от 2017-02-02 в Wayback Machine. |
| 23                                  | подпоручик       | Петр Фадеевич Добровольский          | убит              |                                                          | dlib.rsl.ru rusmir.cl.bas.bg Архив на оригинала от 2017-02-02 в Wayback Machine. |
| 24                                  | подпоручик       | Константин Купрянович Жукович        | убит              |                                                          | dlib.rsl.ru rusmir.cl.bas.bg Архив на оригинала от 2017-02-02 в Wayback Machine. |
| 25                                  | прапорщик        | Валериан Викентиевич Вержбицкий 2-ри | убит              |                                                          | dlib.rsl.ru rusmir.cl.bas.bg Архив на оригинала от 2017-02-02 в Wayback Machine. |
| 26                                  | прапорщик        | Михаил Андреевич Андреевский         | убит              |                                                          | dlib.rsl.ru rusmir.cl.bas.bg Архив на оригинала от 2017-02-02 в Wayback Machine. |
| 27                                  | прапорщик        | Афанасий Дмитриевич Агашкин          | убит              |                                                          | dlib.rsl.ru rusmir.cl.bas.bg Архив на оригинала от 2017-02-02 в Wayback Machine. |
| 28                                  | прапорщик        | Иван Андреевич Сомойлович            | убит              |                                                          | dlib.rsl.ru rusmir.cl.bas.bg Архив на оригинала от 2017-02-02 в Wayback Machine. |
| 119-и Коломенски пехотен полк       |                  |                                      |                   |                                                          |                                                                                  |
| 29                                  | капитан          | Петр Осипович Яцевич                 | убит              |                                                          | dlib.rsl.ru                                                                      |
| 30                                  | щабскапитан      | Венедикт Тарасович Короткевич        | убит              | командир на 2-ра стрелкова рота                          | dlib.rsl.ru                                                                      |
| 31                                  | подпоручик       | Петър Александрович Василевский      | убит              |                                                          | dlib.rsl.ru                                                                      |
| 32                                  | прапорщик        | Михаил Кирилович Смолич              | убит              | младши офицер                                            | dlib.rsl.ru                                                                      |
| 120-и Серпуховски пехотен полк      |                  |                                      |                   |                                                          |                                                                                  |
| 33                                  | майор            | Иван Максимович Князев               | убит              |                                                          | dlib.rsl.ru                                                                      |
| 34                                  | майор            | Николай Гуревич Чесноков             | убит              |                                                          | dlib.rsl.ru                                                                      |
| 35                                  | щабскапитан      | Григор Давидович Божбоук Мелихов     | убит              |                                                          | dlib.rsl.ru                                                                      |
| 36                                  | щабскапитан      | Петър Владимирович Абраменко         | убит              |                                                          | dlib.rsl.ru                                                                      |
| 37                                  | поручик          | Владислав Казимирович Новоселский    | починал от раните |                                                          |                                                                                  |
| 125-и Курски пехотен полк           |                  |                                      |                   |                                                          |                                                                                  |
| 38                                  | подпоручик       | Илья Копаневич                       | убит              |                                                          | dlib.rsl.ru                                                                      |
| 39                                  | подпоручик       | Гаспар Новаковский                   | убит              |                                                          | dlib.rsl.ru                                                                      |
| 126-и Рилски пехотен полк           |                  |                                      |                   |                                                          |                                                                                  |
| 40                                  | майор            | Григорий Зерцалов                    | убит              | командир на 3-ти батальон                                | dlib.rsl.ru                                                                      |
| 41                                  | поручик          | Алексей Депадель                     | убит              | командир на 2-ра стрелкова рота                          | dlib.rsl.ru                                                                      |
| 42                                  | поручик          | Павел Голышкин                       | убит              | командир на 7-а рота                                     | dlib.rsl.ru                                                                      |
| 43                                  | прапорщик        | Лев Швецов                           | убит              | младши офицер                                            | dlib.rsl.ru                                                                      |
| 44                                  | подпоручик       | Александр Калачов                    | починал от раните | младши офицер                                            | dlib.rsl.ru                                                                      |
| 45                                  | капитан          | Андреев 1-ви                         | починал от раните |                                                          | www.litres.ru                                                                    |
| 46                                  | поручик          | Жадкевич                             | починал от раните |                                                          | www.litres.ru                                                                    |

## Паметници
| №   | паметник на | местонахождение | изображения | изображения | изображения |
| --- | --- | --- | ----------- | ----------- | ----------- |
| 1.  | 17-и Архангелогородски пехотен полк – подполковник Андрей Петрошевский | Църква „Свети Димитър“ в град Свищов 43°37′19.17″ с. ш. 25°20′35.61″ и. д. / 43.621992° с. ш. 25.343227° и. д.               |             |             |             |
| 2.  | 17-и Архангелогородски пехотен полк – 101 нисши чина 18-и Вологодски пехотен полк – 4 офицери и 200 нисши чина 2-ра батарея от 5-а артилерийска бригада – 2 канонира                                                                    | село Гривица, местност Гладно бърдо                                                                                          |             |             |             |
| 3.  | 20-и Галицки пехотен полк – 11 нисши чина | село Гривица, местност Нежовец 43°25′15.9″ с. ш. 24°41′52″ и. д. / 43.421083° с. ш. 24.697778° и. д.                         |             |             |             |
| 4.  | 117-и Ярославски пехотен полк – подпоручик Хребтухов 118-и Шуйски пехотен полк – полковник Каулбарс, капитан Суворов, поручик Непокойчицкий, подпоручици Жукович, Доброволский, Сомойлович, Вержбицкий, прапорщици Андреевский, Агашкин | град Плевен, местност Радишевски връх Омер бей табия 43°23′30.6″ с. ш. 24°38′24.7″ и. д. / 43.391833° с. ш. 24.640194° и. д. |             |             |             |
| 5.  | 117-и Ярославски пехотен полк – 475 нисши чина 118-и Шуйски пехотен полк – 378 нисши чина | град Плевен, местност Радишевски връх Омер бей табия 43°23′30.6″ с. ш. 24°38′23.2″ и. д. / 43.391833° с. ш. 24.639778° и. д. |             |             |             |
| 6.  | 119-и Коломенски пехотен полк – 134 нисши чина | село Гривица, местност Чинговско бранище 43°24′19.1″ с. ш. 24°41′36.3″ и. д. / 43.405306° с. ш. 24.693417° и. д.             |             |             |             |
| 7.  | 119-и Коломенски пехотен полк – капитан Яцевич, щабс-капитан Короткевич, подпоручик Василевский, прапорщик Смолич 120-и Серпуховски пехотен полк – майори Князев, Чесноков, щабс-капитани Мелихов, Абраменко, поручик Новоселский       | село Гривица, местност Детковица 43°25′27.6″ с. ш. 24°41′16.4″ и. д. / 43.424333° с. ш. 24.687889° и. д.                     |             |             |             |
| 8.  | 120-и Серпуховски пехотен полк – 204 нисши чина 4-та Кавалерийска дивизия – 3 нисши чина | село Гривица, местност Детковица 43°25′27.5″ с. ш. 24°41′16″ и. д. / 43.424306° с. ш. 24.687778° и. д.                       |             |             |             |
| 9.  | 121-ви Пензенски пехотен полк – 8 офицери и 391 нисши чина | село Гривица, местност Детковица 43°25′36.2″ с. ш. 24°41′00.1″ и. д. / 43.426722° с. ш. 24.683361° и. д.                     |             |             |             |
| 10. | 123-ти Козловски пехотен полк – поручик Пилецкий и 43 нисши чина | село Гривица, местност Кудренско бърдо 43°25′08.2″ с. ш. 24°41′05.2″ и. д. / 43.418944° с. ш. 24.684778° и. д.               |             |             |             |
| 11. | 125-и Курски пехотен полк – подпоручици Копаневич, Новаковский 126-и Рилски пехотен полк – майор Зерцалов, поручици Депадел, Голышкин, подпоручик Калачов, прапорщик Швецов 32-ра артилерийска бригада и общо 873 нисши чина            | град Плевен, Градска градина в Плевен 43°24′23.1″ с. ш. 24°37′06.3″ и. д. / 43.406417° с. ш. 24.618417° и. д.                |             |             |             |
| 12. | 5-а и 31-ва пехотни дивизии – 15 руски войни | село Тотлебен Селския парк 43°25′53.18″ с. ш. 24°54′39.68″ и. д. / 43.431439° с. ш. 24.911022° и. д.                         |             |             |             |

## Галерия командири
- генерал-лейтенант Николай Криденер
- генерал-лейтенант Юрий Шилдер-Шулднер
- генерал-лейтенант Алексей Шаховски
- генерал-лейтенант Николай Веляминов
- генерал-лейтенант Андрей Горшков
- генерал-майор Михаил Скобелев
- полковник Николай Шлитер, командир на 17-и Архангелогородски пехотен полк
- полковник Степан Рикачов, командир на 18-и Вологодски пехотен полк
- полковник Пьотър Разгилдеев, командир на 20-и Галицки пехотен полк
- полковник Фридрих Каулбарс, командир на 118-и Шуйски пехотен полк
- полковник Александър Степанов, командир на 123-ти Козловски пехотен полк